# Чьярди, Гульельмо
Гульельмо Чьярди (итал. Guglielmo Ciardi; 13 сентября 1842, Венеция — 5 октября 1917, там же) — итальянский живописец-маринист и пейзажист.

## Биография
Родился в Венеции в 1842 году. Сын австрийского государственного чиновника.
С 1861 года обучался в Венецианской академии художеств, где обучался у Федерико Мойя и Доменико Брезолина. С 1894 года преподавал в альма матер.
Жил и трудился в Венеции, откуда совершал поездки на этюды в другие места Италии, в частности во Флоренцию в 1868 году, где подружился с Джованни Коста и группой художников Маккьяйоли. Пробыв некоторое время в сельской местности в окрестностях Рима, затем отправился в Неаполь, где познакомился с Филиппо Палицци. После возвращения в Венецию возобновил своё регулярное участие в выставках Академии художеств. Полотна Чьярди экспонировались им также на выставках в Милане, Турине, Генуе, Флоренции и Неаполе в 1870-х — 1880-х гг. Принимал участие в Миланском Триеннале, выставках в Турине 1898 года и Венецианской биеннале с 1895 по 1914 г.
В 1915 г. был парализован и умер два года спустя в Венеции.
Его дети, Беппе (1875—1932) и Эмма (1879—1933), также стали художниками.

## Творчество

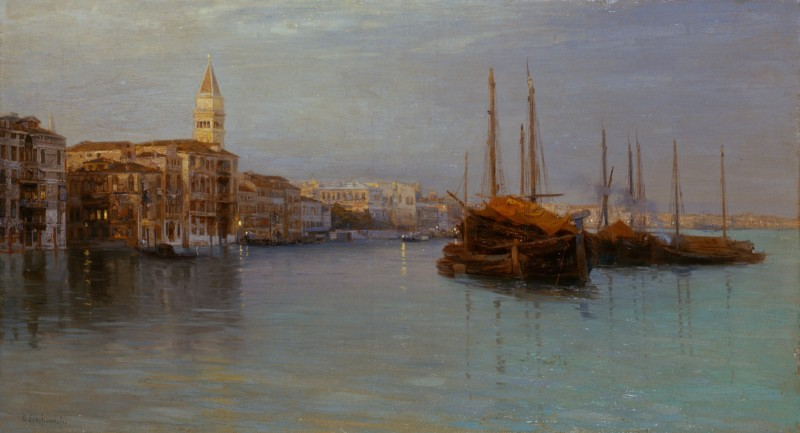
Sera — Canal Grande, 1899

Картины Г. Чьярди, преимущественно с видами Венеции, её каналами, лагунами и окрестностями, отличающиеся свежестью колорита, воздушностью и силой освещения, не только очень ценятся в Италии, но и обратили на себя внимание знатоков искусства на международных выставках в Вене, Мюнхене, Париже, Лондоне, Берлине. Художник был удостоен несколько медалей и престижных наград (Золотая медаль в 1915 году на художественной выставке в Сан-Франциско США).
Особенно удачные его картины: «Летний день», «Под вечер», «Кьоджа», «Торчелло», «Порто д’Анцио», «Большой канал в Венеции» (в Королевской галерее в Монце), «Венецианские рыбачьи барки» (там же), «Возвращение стада с пастбища» (в туринском музее), «Мессидоро» (мотив из венецианской Кампаньи; в римской национальной галерее), «Весенние облака», «Утро в Венеции» и «Долина Премьеро».

## Галерея

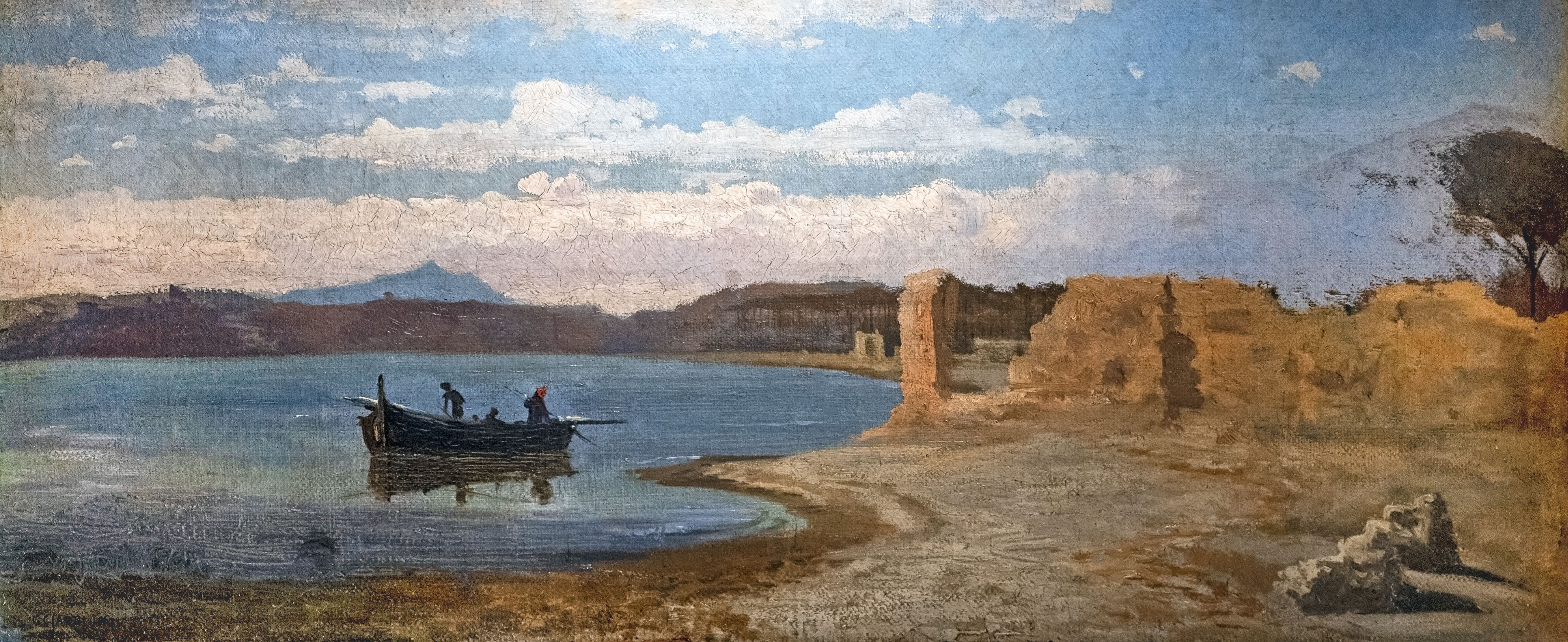
Залив в южной Италии. Музей Ка-Реццонико, Венеция
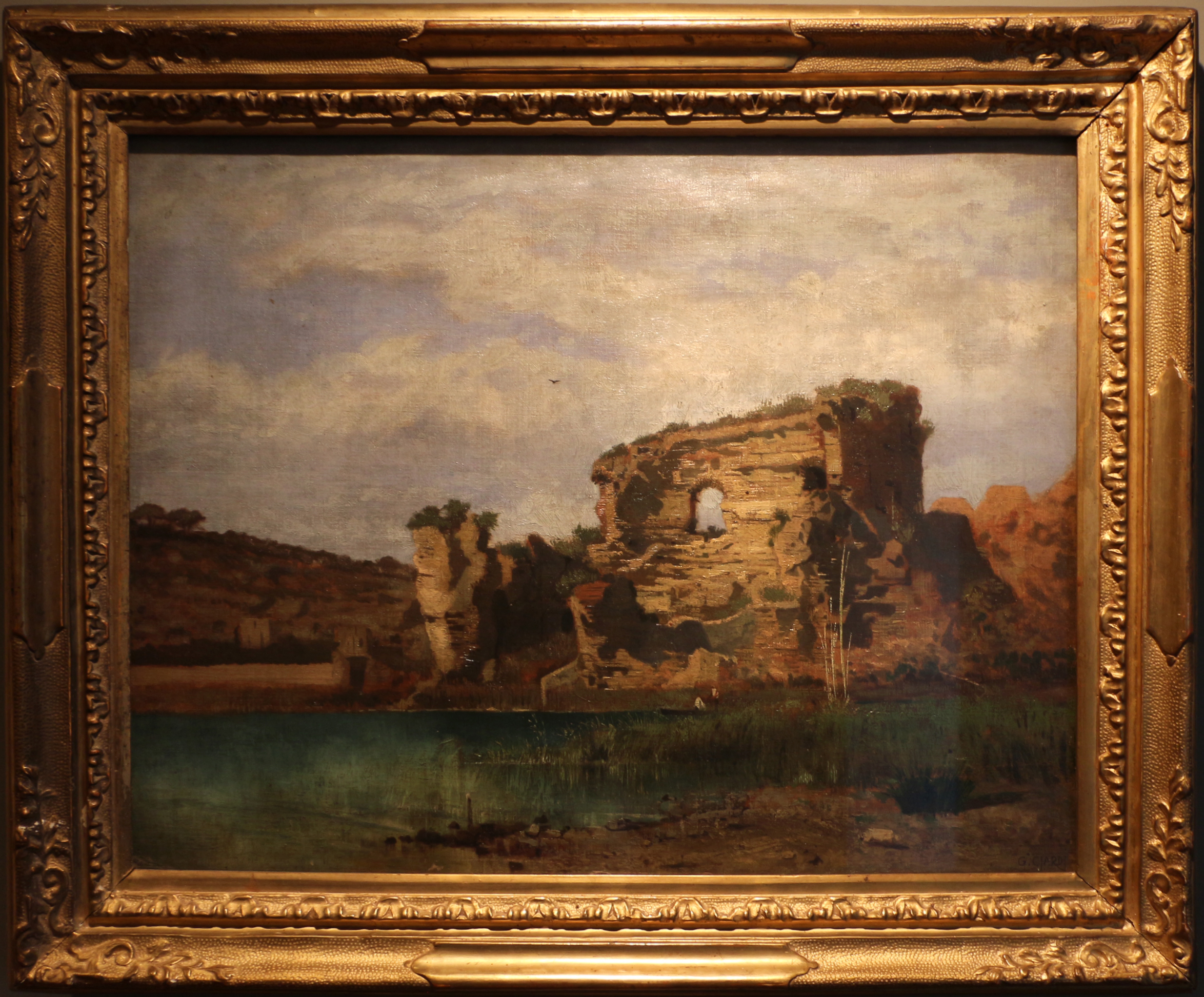
Руины храма Плутона в Байях. Музей Ка-Реццонико, Венеция
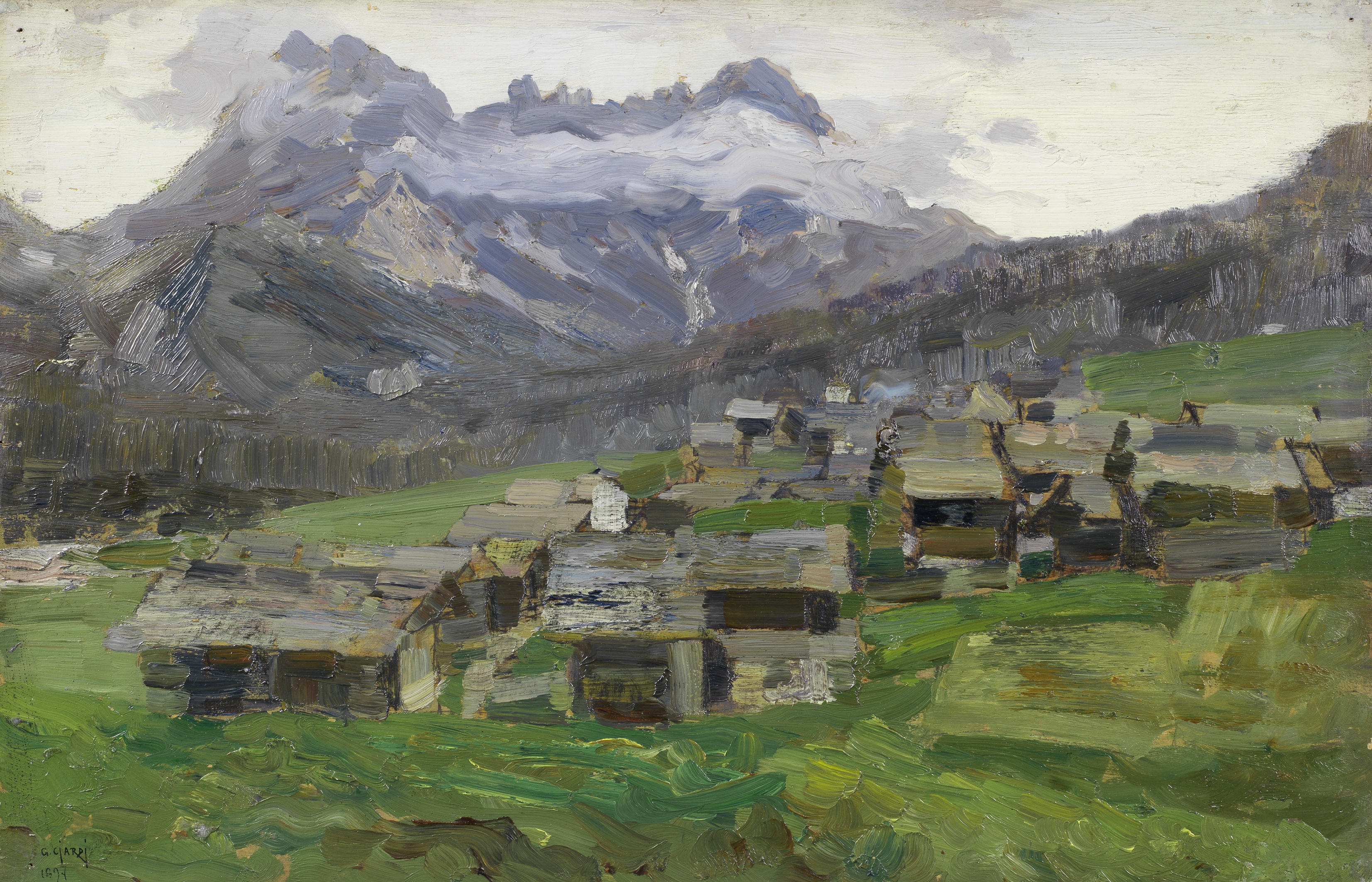
Вид на селение Саппада
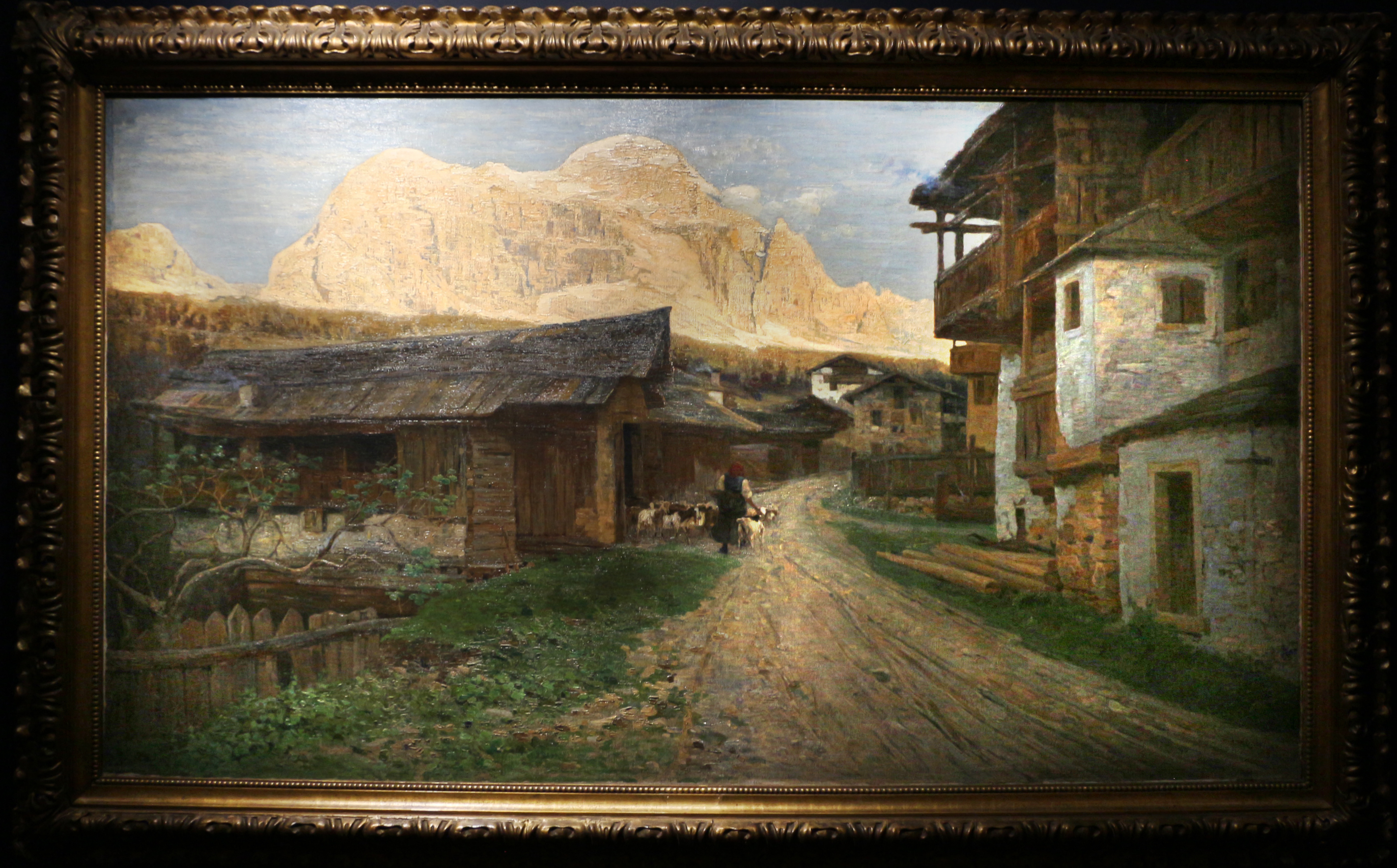
Вид на гору Монте Чиветта
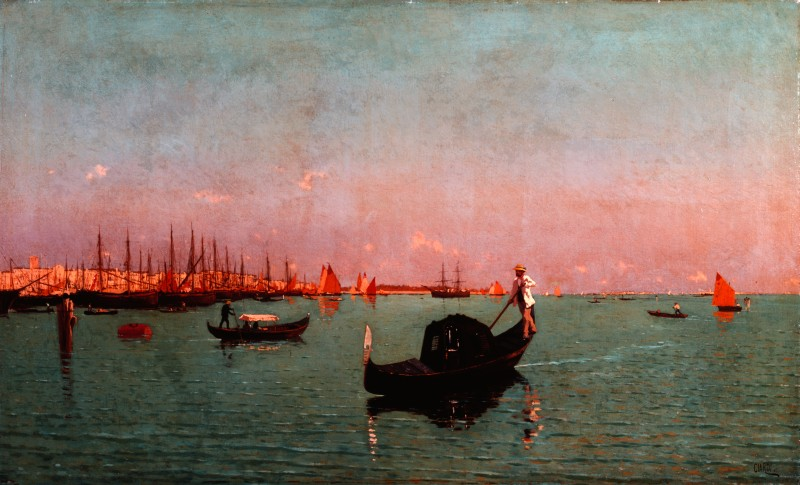
Гондолы в Венецианской лагуне
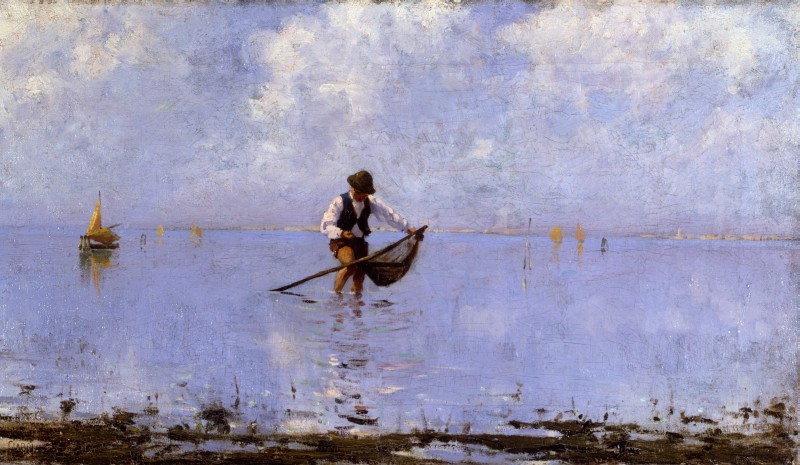
Рыбак в Венецианской лагуне
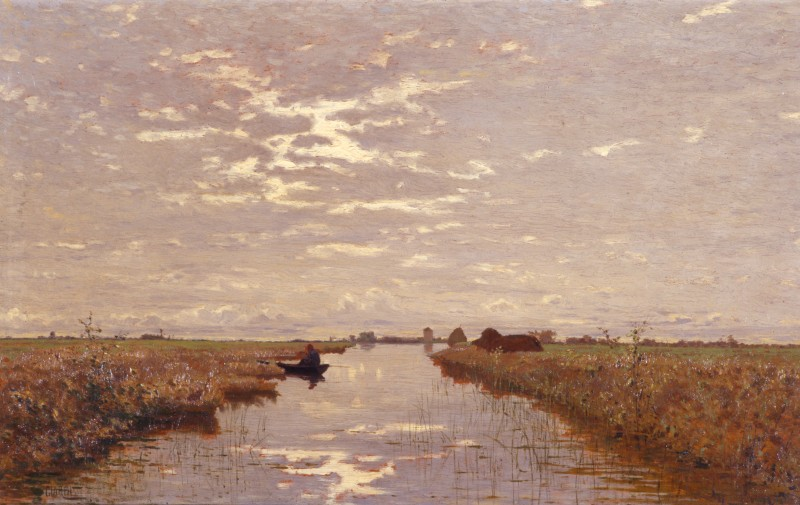
Окраина Венецианской лагуны
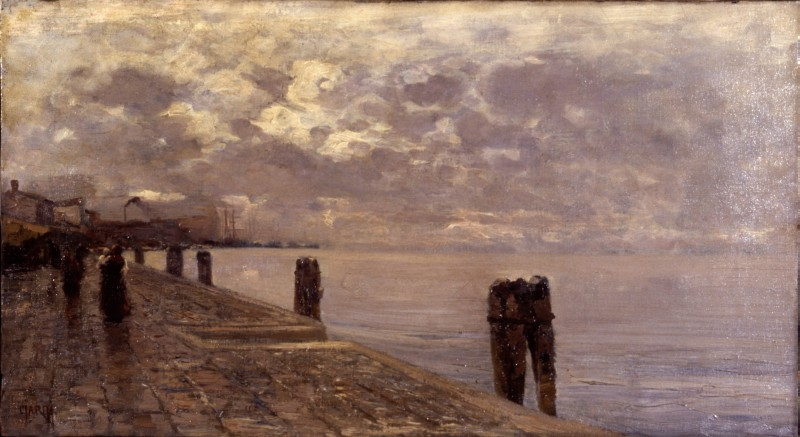
Набережная
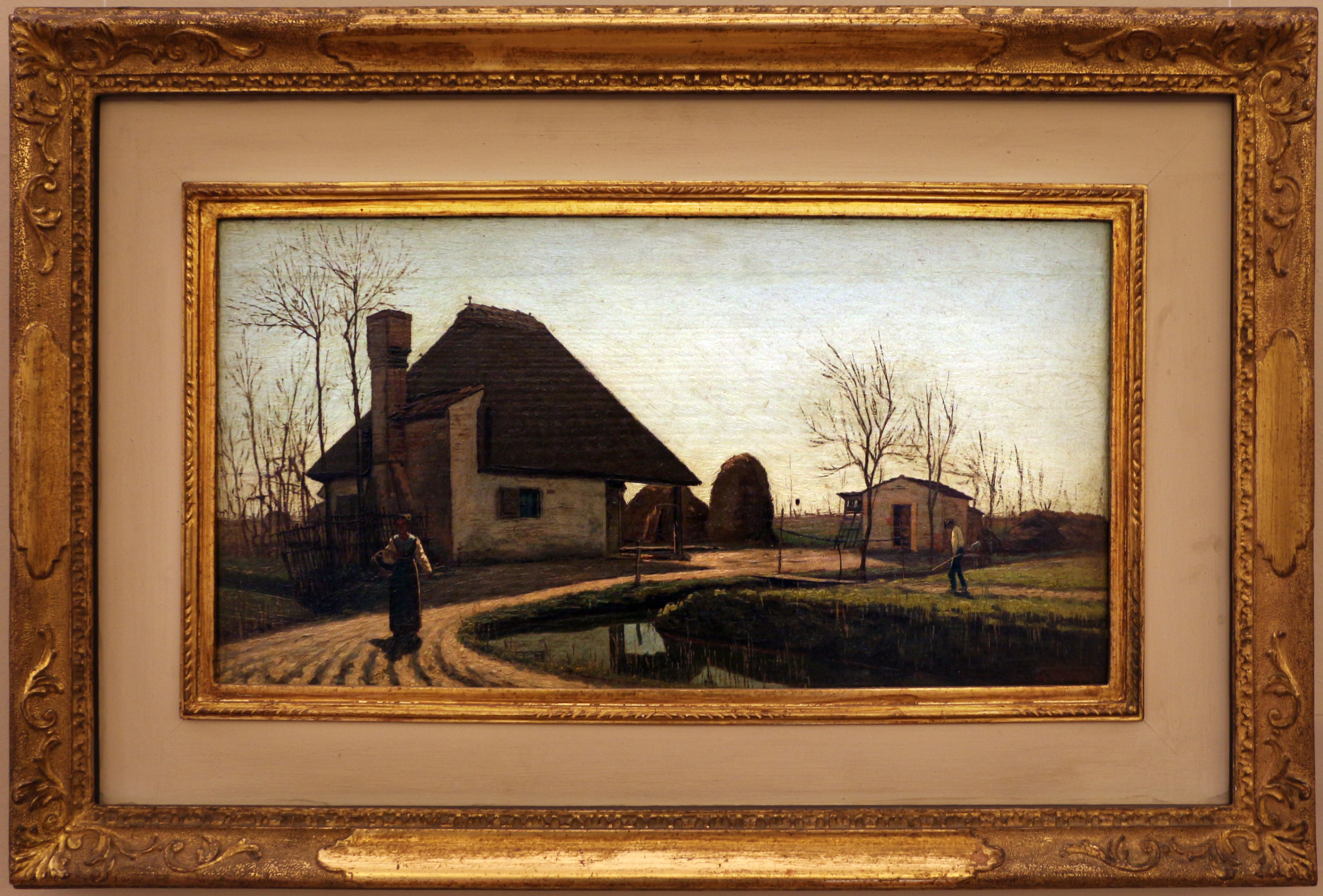
Пейзаж в окрестностях Тревизо